# بروکس اشمانس کاس
بروکس اشمانس کاس (انگلیسی: Brooks Ashmanskas؛ زادهٔ ۱۴ ژوئن ۱۹۶۹) بازیگر اهل ایالات متحده آمریکا است. از فیلم‌ها یا برنامه‌های تلویزیونی که وی در آن نقش داشته‌است می‌توان به جولی و جولیا، پرنده ارباب خوب ، نا آرام اشاره کرد.